# Archiargiolestes pusillissimus
Archiargiolestes pusillissimus là loài chuồn chuồn trong họ Argiolestidae. Loài này được Kennedy mô tả khoa học đầu tiên năm 1925.